# Касдорф
Касдорф (нем. Kasdorf) — община в Германии, в земле Рейнланд-Пфальц. 
Входит в состав района Рейн-Лан. Подчиняется управлению Настеттен.  Население составляет 221 человек (на 31 декабря 2010 года). Занимает площадь 4,06 км².